# Келлер, Клэр Уэйт
Клэр Уэйт Келлер (род. 19 августа 1970) — британский стилист и модельер, которая была арт-директором ряда люксовых домов моды и брендов, в том числе Pringle of Scotland, Chloé и Givenchy.

## Ранняя жизнь и образование
Келлер родилась 19 августа 1970 года в Бирмингеме, Англия. Она училась в Художественном колледже Рейвенсборна, где получила степень бакалавра в области моды, а затем степень магистра в Королевском колледже искусств.

## Карьера
Она начала свою карьеру в Calvin Klein в Нью-Йорке в качестве стилиста для женской линии одежды прет-а-порте, а затем — в Ralph Lauren, для линии мужской одежды Purple Label. В 2000 году Том Форд нанял Клэр в Gucci, где она работала до 2004 года. В следующем году она стала арт-директором бренда Pringle of Scotland. В 2007 году Келлер получила Шотландскую премию моды «Дизайнер года» в категории «Кашемир». В 2011 году она оставила свою должность. В том же году она переехала в Париж, где стала арт-директором Chloé. В 2017 году Келлер стала работать в отделе высокой моды и одежды прет-а-порте для женщин и мужчин в Givenchy. Сменив Риккардо Тиши, она стала первой женщиной, занявшей эту должность в компании.
Келлер разработала дизайн свадебного платья, которое 19 мая 2018 года Меган Маркл надела на свою свадьбу с принцем Гарри, герцогом Сассекским.
Для своего второго показа Уэйт Келлер просмотрела архивы Givenchy и использовала современные материалы, чтобы создать что-то «плывущее» в воздухе, будто отсутствует пол.
В январе 2019 года, для сезона осень/зима 2019, она представила свою первую отдельную коллекцию мужской одежды для Givenchy в Париже. Это было шоу, в котором было 17 образов с полными дневным и вечерним гардеробом.
10 апреля 2020 года она покинула Givenchy.

### Награды и премии
На церемонии British Fashion Awards 2018 Келлер была удостоена премии «Британский дизайнер года в области женской одежды», которую ей вручили Меган, герцогиня Сассекская и актриса Розамунд Пайк.
В 2019 году журнал Time включил Келлер в ежегодный список самых влиятельных людей года.

## Личная жизнь
Замужем за архитектором Филиппом Келлером. У них трое детей.